# Rheocricotopus gotocedeus
Rheocricotopus gotocedeus är en tvåvingeart som beskrevs av Sasa och Suzuki 2000. Rheocricotopus gotocedeus ingår i släktet Rheocricotopus och familjen fjädermyggor. Inga underarter finns listade i Catalogue of Life.